# Edward Trojanowski

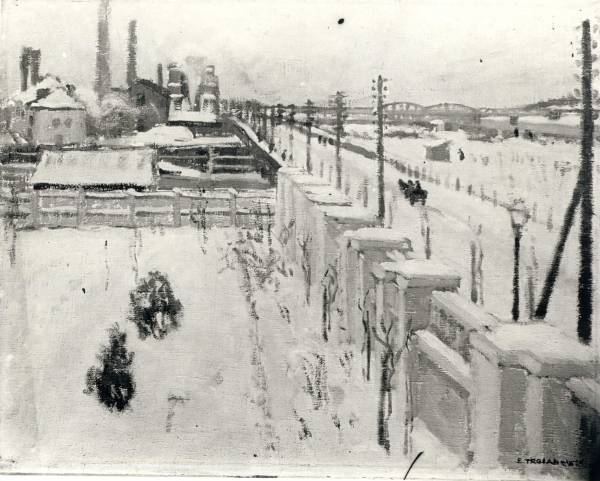
Krajobraz zimowy (przed 1922)

Edward Trojanowski (ur. 10 października 1873 w Kole, zm. 19 maja 1930 w Otwocku) – polski malarz, tworzący w stylu secesji. 

## Życiorys
Był bratem aktora Zygmunta Trojanowskiego oraz ojcem Wojciecha. W latach 1892–1897 studiował w Akademii Sztuk Pięknych w Sankt Petersburgu, ale przerwał naukę i wyjechał do Monachium, a następnie do Paryża. Uczył się w Académie Julian pod kierunkiem Jeana-Paula Laurensa. W 1901 współzakładał krakowskie Towarzystwo Polska Sztuka Stosowana. Od 1906 był profesorem warszawskiej Szkoły Sztuk Pięknych. Początkowo wykładał sztukę stosowaną, a od 1922 malarstwo dekoracyjne. W tym czasie pełnił także funkcję kierownika artystycznego w Zakładach Graficznych B. Wierzbicki i Spółka.
Zaprojektował większą salę restauracyjną Teatru Starego w Krakowie (ok. 1906). Projektował także polichromie i witraże w kościołach (kościół MB Szkaplerznej w Lubrańcu) oraz wnętrza, w tym warszawskiego kabaretu „Chochlik” (1909). 
Zajmował się projektowaniem witraży, mebli i tkanin, czerpiąc inspirację z polskich motywów ludowych. Tworzył scenografię, grafikę książkową, znaczki pocztowe i malarstwo ścienne. Z upodobaniem malował również pejzaże. Uczestniczył w wystawach m.in. Towarzystwa Przyjaciół Sztuk Pięknych w Krakowie (od 1800) i Towarzystwa Zachęty Sztuk Pięknych w Warszawie (od 1903). Jego prace były prezentowane w Lipsku, Wiedniu, Londynie i Paryżu, gdzie podczas Wystawy Sztuki Dekoracyjnej w 1925 otrzymał wyróżnienia za projekty kilimów i batików. 
Zmarł w Otwocku. Pochowany został na cmentarzu Powązkowskim w Warszawie (kwatera 282 wprost-6-4).

## Wybrana twórczość

### Plakaty
- Złoty Róg • Najtańszy ilustrowany tygodnik literacki, artystyczny, społeczny, 1911
- Święty Floryanie patronie Polski zbaw nas od ognia, 1916

### Malarstwo
- Pejzaż górski (olej), 1899
- W Ogrodzie Luksemburskim (olej), 1900
- Planty w Krakowie (olej), 1902
- Łodzie rybackie na Wiśle (olej), 1909
- Krajobraz zimowy (olej), ok. 1922
- Motyw z miasteczka (akwarela), 1926

### Znaczki pocztowe
- Wydanie w walucie markowej (seria, nry kat. 86–88 A–BI–BII), 1919
- I Polska Wystawa Marek w Warszawie (seria, nry kat. 102–104 A–B), 1919
- Orzeł na tarczy barokowej (seria), 1920
- Orzeł z tarczą (seria), 1921
- Duży orzeł na tarczy barokowej (dwie serie), 1921, 1924
- Wydanie przedrukowe (seria, nry kat. 167I–II, 168, 171), 1923–1924

## Odznaczenia
- Krzyż Oficerski Orderu Odrodzenia Polski, 27 listopada 1929[9]